# Этеквини
Городской округ Этеквини (англ. eThekwini Metropolitan Municipality) — городской округ в провинции Квазулу-Натал (ЮАР). Слово «Этеквини», вероятно, происходит от слова языка зулу или коса, означающего «залив».
Городской округ Этеквини был образован в 2000 году. Административным центром округа является город Дурбан. Согласно переписи 2001 года, большую часть населения округа составляли носители языка зулу.